# Maria Czarkowska
Maria Felicja Czarkowska z domu Golejewska herbu Kościesza (ur. 13 stycznia 1804 lub 1805 w Krzywczu, zm. 14 października 1893 w Paryżu) – polska hrabianka, właścicielka ziemska, działaczka charytatywna, filantropka.

## Życiorys
Urodziła się jako Maria Felicja Golejewska 13 stycznia 1804 lub 1805 w Krzywczu. Wywodziła się z rodu hrabiowskiego Golejewskich herbu Kościesza. Rodzina Golejewskich pierwotnie pochodziła z ziemi mazowieckiej z Golejewa w powiecie bielskim. Jedyna z linii rodu 8 lutego 1783 w Wiedniu otrzymała tytuł hrabiów galicyjskich z dodatkiem herbowym. Była córką Samuela Golejewskiego (właściciel dóbr Krzywcze wraz z miejscowościami Babińce, Filipcze, Chudiowce w obwodzie czortkowskim, Świerzkowce w powiecie kamienieckim, a od 1823 Chlebowa w powiecie tarnopolskim oraz członek Stanów Galicyjskich z grona magnatów w 1817) i Wiktorii z domu Matuszewicz herbu Łabędź (chorążanka mińska). Jej rodzice byli właścicielami dóbr Krzywcze, Sapohów, Chlebów. Miała braci Samuela (zamordowany w 1848), Jana Beatryka Antoniego (1798-1862, właściciel dóbr Krzywcza, członek Stanów Galicyjskich z 1838, teść Szczęsnego Koziebrodzkiego) i Tadeusza (zmarł jako kawaler). 
Wyszła za mąż za sąsiedniego właściciela ziemskiego Cyryla Czarkowskiego herbu Habdank (właściciel dóbr Wysuczka w tym tamtejszy zamek, Wołkowce, Piszczatyńce, Wierzchniakowce). Po ślubie osiedli w majątku Wołkowce. Oboje mieli córkę zmarłą w dzieciństwie i do końca życia pozostali bezdzietni.
Żyła na emigracji w Paryżu. W 1862 owdowiała. Za życia męża i już jako wdowa do ostatnich swych dni przyjaźniła się z Wiktorem Osławskim. Zamieszkiwała pod paryskim adresem 30 Avenue des Champs-Élysées. 
Była filantropką. Została określona jako „wspaniała fundatorka i protektorka wielu humanitarnych i dobroczynnych zakładów polskich”. Była fundatorką wielu stypendiów dla rzemieślników. Wyposażała rękodzielników i przemysłowców, ufundowała zakład dla sierót, hojnie obdarowała zakład dla ciemnych, głuchoniemych i nieuleczalnie chorych, stworzyła internat dla seminarzystek. W 1890 złożyła w banku hipotecznym kapitał w wysokości 122 tys. złr. na zakład dla sierot (nie doszło do skutku utworzenie z tej kwoty miejskiego Zakładu dla Sierot imienia Maryi Felicyi z Hr. Golejewskiej Czarkowskiej we Lwowie).
Po śmierci męża została właścicielką dóbr Wysuczka. Około 1880 napisał do niej dotąd nieznany daleki krewny jej męża Tadeusz Czarkowski ze Lwowa, mając na celu wystaranie u niej posady dla swojego brata Antoniego. Czarkowska dała Antoniemu posadę w swoich dobrach w Wołkowcach oraz opłaciła naukę w szkole leśnej. Po nawiązaniu znajomości drogą listowną od końca grudnia 1880 do stycznia 1881 gościła w Paryżu obu braci i udzieliła im wsparcia finansowego. Od tego czasu do końca jej życia Tadeusz utrzymywał z nią stały kontakt listowny, a ona wspierała jego rodzinę materialnie, zaś jego samego poprzez swoje znajomości protegowała w zakresie jego służby rządowej. Mając na względzie korzystniejsze opodatkowanie przy dziedziczeniu przeprowadzono legalizację dotychczasowego stanu, 21 lipca 1887 w Salzburgu Tadeusz Czarkowski został prawnie adoptowany przez Marię Czarkowską i od tego czasu określany jako jej syn przybrany. W związku z tym spełnił obowiązek warunkowany przez Golejewską w postaci dołączenia do swojego nazwiska rodowego nazwiska rodowego Marii Czarkowskiej tj. Golejewski. Za zgodą cesarza Franciszka Józefa utworzyła Ordynację Wysucką (zwaną też ordynacją imienia Czarkowskich Golejewskich). W akcie ustanowienia Ordynacji Wysuckiej z 1882, sporządzonym przez jej adwokata Marcelego Madeyskiego, Tadeusz Czarkowski był powołany na pierwszym miejscu. Ówczesna wartość wynosiła 6000 morgów nieruchomości i 1 mln złr. w gotówce. 8 października 1886 zobowiązała Tadeusza do objęcia i prowadzenia jej interesów. Tym samym Tadeusz Czarkowski-Golejewski został pierwszym ordynatem na zamku w Wysuczce.
Od lipca 1893 chorowała na diarię, a od końca tego miesiąca przez tydzień przebywała w belgijskim Spa, po czym wróciła do Paryża. Pod koniec września 1893 rozchorowała się na katar bronchialny, po czym 1 października spisała testament i polecenia dla Tadeusza w zakresie rozporządzeń ruchomościami. Zmarła 14 października 1893 w Paryżu. Następnego dnia jej ciało zostało zabalsamowane i przewiezione do paryskiego kościoła de la Madeleine. Po przewiezieniu zwłok do Lwowa, została tam uroczyście pożegnana, następnie przewieziono koleją do Czortkowa oraz karawanem do Wysuczki, gdzie 1 listopada została wystawiona w kaplicy, a nazajutrz 2 listopada złożona w grobowcu rodzinnym tamże.
W spisanym przez nią 1 października 1893 testamencie napisała: „Uniwersalnym spadkobiercą moim mianuję mojego przybranego syna Tadeusza Czarkowskiego-Golejewskiego” (jednocześnie wycofała się wcześniejszej obietnicy darowania córce Koziebrodzkich Marii dóbr w Wysuczce). Z kapitału 300 tys. zł. uczyniła fundację na stypendia dla rzemieślników. Wykonawcą testamentu został adwokat ze Lwowa, Szydłowski. Rodzina Golejewskich wygasła po mieczu 28 października 1893.